# Percubaba
Percubaba est un groupe français de Rennes en Bretagne. Leur musique s'inspire des courants reggae, ska, ragga, funk, hip-hop et rock. Leur doctrine est le dawa, soit « foutre le bordel sur scène » (d'où Foutadawa le nom de leur label).

## Historique
En 1997, des lycéens de l'établissement Maupertuis à Saint-Malo répètent fréquemment dans le local mis à leur disposition par l'établissement. Deux groupes, l'un plutôt rock et l'autre plus axé sur les percussions, se rassemblent pour former Percubaba, ils sont alors neuf. Ils participent avec des groupes d'autres lycées à un tremplin organisé par la ville, du nom de Rockabahut, et gagnent leur premier concert. Après l'obtention du baccalauréat, ils partent à Rennes pour les études et commencent à enchainer les concerts à 11, dans de petites salles, des bars ou des cafés-concerts, se taillant une certaine expérience de la scène.
En 1999, ils créent leur propre label pour rester indépendants, qu'ils appellent Foutadawa d'après leur mot d'ordre de scène, et autoproduisent une démo de 4 titres enregistrés en live, aujourd'hui épuisée. Grâce au tourneur Yapucca (Louise Attaque, Les Wampas, No Smoking Orchestra…), ils commencent à jouer dans toute la France et à l'étranger.
En avril 2000, sort Percubaba le premier album studio du groupe, autoproduit par Foutadawa Prod et distribué régionalement par La Major, puis dans toute la France en 2001 par Pias[réf. nécessaire].
Le deuxième album, Dream and Strup, sort en 2002 et donne lieu à une tournée qui se prolonge jusqu'en 2004, immortalisée dans un live CD et DVD dont les représentations principales sont enregistrées en 2003 et 2004 à Muzillac et au Liberté à Rennes, mais qui contient également des archives depuis les débuts du groupe (nombreuses vidéos et photos, titres inédits…). Cependant, la sortie de ce live a été repoussée plusieurs fois, pour finalement arriver le 21 mars 2005.
Percubaba se pose ensuite un moment en retrait de la scène pour travailler sur l'album AntistatiQ qui sort en octobre 2006. En 2010, le groupe sort un nouvel album : Primitifs.
Le 11 octobre 2013, Percubaba donne un concert d'adieu à La Nouvelle Vague à Saint-Malo, à quelques mètres du centre Allende, lieu de leur premier concert en 1997, avec l'intégralité des membres du groupe,.

## Composition

### Membres actuels
- Matt la batte : batterie
- Arnaud Fauvel : basse
- Yohann Minkoff : guitare
- Olivier « doudou » : congas, bonga, cloches, timba, dunun, percussions latines…
- Edouard Leys : claviers
- Ronan Simon : trombone
- Jérôme Paitry : trompette, chant…
- Jordan Philippe : saxophones, flute…
- Bidou : afro-djembé, dunun, bongoni, chant, afro ragga-roots
- Dup : chant, machine, flow hip-hop…
- Gaston : chant

### Anciens membres
- Nicolas Méheust : orgue et claviers
- David Bonomi : sax, chant et dandy groove
- Rudy loos  : trombone
- Dan : batterie
- Joel : percussion
- Alain : percussion
- Youl Reicher  : guitare

### Membres honoraires
- Peter « Titi »  : clavier
- Peter Pat : Basse
- Yvan Tamayo : percussions conga
- Eric Doria : guitare

## Discographie

### Apparitions
Percubaba figure sur la compilation Pas vus à la Télé (éditée par EchoProd) avec le titre G8 tiré de l'album AntistatiQ[réf. souhaitée].

## Chansons spéciales et inédites
- Junkie Beat : reprise de la Mano Negra et participation à la compilation Mano Negra Illegal. (Big Mama Records/Tripsichord, 2001)
- Trop de vaches : chanson en acoustique et participation à la compilation Chut ! On fait du bruit. (La Noreille Prod/Tripsichord, 2003)
- Mon côté punk : chanson du groupe Mon côté punk enregistrée en live avec ce groupe, texte de Loïc Lantoine.
- 2000 Ans de mensonge : chanson des débuts du groupe, extrait vidéo en live présent sur le Live CD et DVD.